# هالة زايد
هالة مصطفى زايد (31 ديسمبر 1967 - القاهرة) هي وزيرة الصحة والسكان المصرية السابقة في حكومة مصطفى مدبولي وثاني سيدة تتولى وزارة الصحة والسكان في مصر بعد مها الرباط.

## الحياة الدراسية
حصلت هالة زايد على بكالوريوس الطب والجراحة من كلية الطب جامعة الزقازيق عام 1991، وحصلت على ماجستير إدارة الأعمال من الأكاديمية العربية للعلوم والتكنولوجيا والنقل البحري ثم شهادة الدكتوراة في إدارة الأعمال من الأكاديمية العربية للعلوم والتكنولوجيا والنقل البحري، ودبلوم إدارة المستشفيات من الجامعة الأمريكية بالقاهرة، ودبلوم النساء والتوليد من جامعة عين شمس.

## الحياة العملية[2]

### وزارة الصحة والسكان (2006 - 2016)

#### الوظائف الإدارية
• مساعد وزير الصحة والسكان لشئون المتابعة.
• رئيس قطاع الرقابة والمتابعة.
• رئيس لجنة مكافحة الفساد بوزارة الصحة والسكان وعضو اللجنة التنسيقية لمكافحة الفساد.
• عميد المعهد القومي للتدريب.
• رئيس قطاع شئون مكتب وزير الصحة والسكان.
• مدير عام الإدارة العامة للمستشفيات – القطاع العلاجي.
• مدير عام إدارة التخطيط – أمانة المراكز الطبية المتخصصة.
• مدير عام الإدارة العامة للتخطيط الاستراتيجي والمتابعة.
• مدير وحدة التخطيط الاستراتيجي والمتابعة – مكتب مساعد الوزير للطب العلاجي.
• مدير التقييم والمتابعة لمشروع التامين الصحي الجديد (البنك الدولي).
• مدير المكتب الفني لمساعد الوزير للطب العلاجي.

#### الوظائف الطبية
• اخصائي نساء وتوليد بمستشفيات الهيئة العامة للمستشفيات والمعاهد التعليمية ومستشفى هليوبوليس.

### وظائف أخرى
• المدير التنفيذي لأكاديمية مؤسسة 57357 للعلوم الصحية.
• مستشار وزير الصحة والسكان.
• عضو مجلس إدارة مجموعة 57357.
• عضو مجلس إدارة مستشفيات الازهر التخصصي.
• عضو المجلس التعليمي - كلية الطب بالقوات المسلحة.
• عضو المجلس التعليمي كلية الطب جامعة الأزهر بالقاهرة.
• عضو لجنة أخلاقيات البحث العلمي لكلية الطب بالقوات المسلحة.
• عضو الجمعية العامة لشركة مصر للطيران للخدمات الطبيه.
• عضو منظمة السياسات الصحية لاقليم الشرق الأوسط وشمال افريقيا.
• عضو المجلس التعليمي للزمالة المصرية لادارة المستشفيات.
• عضو الجمعية المصرية للإصابات.
• محاضر بالجامعة الأمريكية بالقاهرة – برامج إدارة النظم الصحية.
• عضو لجنة الخبراء القومية لوضع رؤية مصر 2030 – وزارة التخطيط والمتابعة والإصلاح الإداري.
• عضو مؤسس للمؤتمر السنوي للرعاية الصحية لأفريقيا – لندن – المملكة المتحدة.
كما أنها أحد مؤسسى منتدى قادة الصحة في إفريقيا ومدير عام الإدارة العامة للمستشفيات بقطاع الطب العلاجى بالوزارة ورئيس الإدارة المركزية للرقابة والمتابعة ورئيس إدارة المنح والقروض بالوزارة.
كما تشغل الدكتورة هالة مصطفى السيد زايد عضو مجلس أمناء 57357 وعضو مجلس إدارة كلية طب الأزهر وكلية طب القوات المسلحة  ومساعد وزير الصحة والسكان لشئون المتابعة والتقييم والرقابة، ومساعد وزير الصحة لشئون الديوان العام ورئيس المعهد القومى للتدريب بوزارة الصحة والسكان ورئيس قطاع مكتب وزير الصحة ورئيس أكاديمية 57357 للعلوم الصحية.

## وزيرة للصحة والسكان
أدت هالة زايد اليمين الدستورية وزيرة للصحة والسكان أمام رئيس مصر عبد الفتاح السيسي في الخميس الموافق 14 يونيو 2018 بمقر رئاسة الجمهورية بقصر الاتحادية ضمن حكومة مصطفى مدبولي خلفا لأحمد عماد الدين راضي لتكون الوزيرة رقم 36 منذ إنشاء الوزارة وثاني سيدة تتولى مسؤوليتها.
في عام 2015 م شغلت الدكتورة هالة زايد منصب رئيس لجنة إدارة المستشفيات الطبية المتحفظ عليها وعددها 25 مستشفى تابعة لجماعة الإخوان المسلمين بعد أحداث 30 يونيو 2013م ، كما أنها أحدمؤسسى منتدى قادة الصحة في إفريقيا ومدير عام الإدارة العامة للمستشفيات بقطاع الطب العلاجى بالوزارة ورئيس الإدارة المركزية للرقابة والمتابعة ورئيس إدارة المنح والقروض بالوزارة.
كما تشغل الدكتورة هالة مصطفى السيد زايد عضو مجلس أمناء 57357 وعضو مجلس إدارة كلية طب الأزهر وكلية طب القوات المسلحة  ومساعد وزير الصحة والسكان لشئون المتابعة والتقييم والرقابة، ومساعد وزير الصحة لشئون الديوان العام ورئيس المعهد القومى للتدريب بوزارة الصحة والسكان ورئيس قطاع مكتب وزير الصحة ورئيس أكاديمية 57357 للعلوم الصحية.  ثورة 30 يونيو

### مبادرات رئيس الجمهورية الصحية
بدأت هالة زايد فترة توليها الوزارة بإعلان تطبيق المبادرات الرئاسية الصحية المختلفة تحت شعار (100 مليون صحة)، أعنت الوزارة عن تطبيق «مبادرة رئيس الجمهورية للمسح الشامل عن فيروس سي والأمراض غير السارية» بدءًا من أكتوبر 2018، شملت المبادرة تحليل الالتهاب الكبدي الوبائي C، وتحليل السكر، وقياس ضغط الدم، وقياس الطول والوزن وتحديد مؤشر كتلة الجسم، كما تم الإعلان أن الكشف والعلاج مجاني بشكل كامل.
في مايو 2019، أعلنت زايد مبادرة الرئيس عبد الفتاح السيسي لدعم الحياة الصحية، شملت المبادرة التوعية بالغذاء الصحي وممارسة النشاط البدني، بالإضافة إلى حملة الإقلاع عن التدخين، التي انطلقت أولى فعاليتها في أغسطس 2019، من خلال تخصيص 30 عيادة للإقلاع عن التدخين منتشرة بمحافظات مصر.
في يوليو 2019، أطلقت وزارة الصحة والسكان مبادرة الرئيس عبد الفتاح السيسي لصحة المرأة والتي تستهدف الكشف المبكر عن أورام الثدي وكافة الأمراض المتعلقة بالرحم وأورام الرحم وهشاشة العظام والصحة الإنجابية لنحو 28 مليون سيدة بجميع محافظات مصر شاملة الفحص والكشف الإكلينيكي عن المرض وتوفير العلاج بالمجان.
في يوم 26 أكتوبر 2021 تعرضت الوزيرة لأزمة قلبية حادة دخلت على إثرها العناية المركزة ولم تعد إلي منصبها وتولى الدكتور خالد عبد الغفار وزير التعليم العالي والبحث العلمي تسيير أعمال الوزارة.